# Gord Fraser
Gordon Fraser, nascido a 19 de novembro de 1968 em Ottawa, é um ciclista canadiano que foi profissional desde 1994 a 2006. Ele representou o Canadá em três Jogos Olímpicos consecutivos, começando em 1996.

## Palmarés
| 1994 - Paris-Troyes - Paris-Chauny - 2 etapas do Tour de Vaucluse - 2 etapas do Volta à Normandia 1997 - 1 etapa do Grande Prêmio de Midi Livre 1998 - 2 etapas da Redlands Bicycle Classic - 1 etapa do Tour de Beauce - 1 etapa da Volta às Astúrias 1999 - 1 etapa da Fitchburg Longsjo Classic - 2 etapas do International Cycling Classic - 1 etapa do Tour de Beauce - 2 etapas da Redlands Bicycle Classic - 2.º nos Jogos Panamericanos em Estrada 2000 - 1 etapa do Critérium Internacional - Grande Prêmio da Villa de Rennes - 2 etapas da Sea Otter Classic - 2.º no Campeonato do Canadá em Estrada | 2001 - 1 etapa do Tour de Beauce - 1 etapa do Tour de Langkawi - 2 etapas da Redlands Bicycle Classic 2002 - First Union Classic - 1 etapa do Tour de Beauce - 1 etapa da Sea Otter Classic 2003 - 1 etapa do Tour de Beauce - 1 etapa da Redlands Bicycle Classic - 1 etapa do Tour de Gila 2004 - Campeonato do Canadá em Estrada - 2 etapas do Tour de Georgia 2005 - Wachovia Classic - 1 etapa do Tour de Georgia - 1 etapa da Sea Otter Classic - 1 etapa do Nature Valley Grand Prix 2006 - Joe Martin Stage Race, mais 3 etapas - 1 etapa do Tour de Gila |

## Resultados nas grandes voltas
| Carreira           | 1994 | 1995 | 1996 | 1997 | 1998 | 1999 | 2000 | 2001 | 2002 | 2003 | 2004 | 2005 | 2006 |
| ------------------ | ---- | ---- | ---- | ---- | ---- | ---- | ---- | ---- | ---- | ---- | ---- | ---- | ---- |
| Giro d'Italia      | -    | -    | -    | -    | -    | -    | -    | -    | -    | -    | -    | -    | -    |
| Tour de France     | -    | -    | -    | Ab.  | -    | -    | -    | -    | -    | -    | -    | -    | -    |
| Volta a Espanha    | -    | -    | -    | -    | -    | -    | -    | -    | -    | -    | -    | -    | -    |
| Mundial em Estrada | Ab.  | -    | -    | -    | -    | -    | -    | -    | -    | -    | -    | -    | -    |